# Immunoadhésine
Les immunoadhésines sont des protéines chimériques qui combinent la région de liaison-cible d'une protéine de liaison (récepteur, ligand, molécule d'adhésion cellulaire ou enzyme) avec la  région Fc (en) d'une immunoglobuline. Elles sont utilisées aussi bien en laboratoire, par exemple pour étudier les interactions récepteur/ligand, qu'à des fins thérapeutiques en alternative aux anticorps monoclonaux,.
En tant que protéines de fusion, elles présentent à la fois les propriétés des immunoglobulines et celles de la protéine dont elles sont issues.
Elles sont divalentes (leur type de liaison peut être homophilique ou hétérophilique.)

## Applications thérapeutiques
Des immunoadhésines ont été construites par combinaison entre le récepteurs solubles du facteur de nécrose tumorale (TNF-sR) et immunoglobulines. Ce sont des inhibiteurs de la cytokine, présentant une affinité au TNF 10 à 100 fois supérieure à celles des récepteurs TNF-sR naturels, dont l'usage à des fins thérapeutiques dans la lutte anti-inflammatoire a été envisagé dès 1995, comme alternative aux anticorps monoclonaux humains,.
Il existe des formes commercialisées de ces inhibiteur du TNF, telles que l'Étanercept.
En 2015, des recherches sont annoncées pour utiliser des immunoadhésines à partir de plantes dans des médicaments contre le rhume ou l'anthrax.